# Південна Корсика
Південна Корсика (фр. Corse-du-Sud) — департамент Франції, один з двох департаментів регіону Корсика. Порядковий номер 2A.
Адміністративний центр — Аяччо.
Населення 118,6 тис. чоловік (99-е місце серед департаментів, дані 1999 р.).

## Географія
Площа території 4014 км². Департамент з трьох сторін омивається водами Середземного моря, на північному сході граничить з департаментом Верхня Корсика.
Департамент включає 2 округи, 22 кантони і 124 комуни.

## Історія
З 1793 по 1811 р. на території нинішньої Південної Корсики розташовувався департамент Ліамон. Потім на острові Корсика був утворений єдиний департамент Корсика. 15 вересня 1975 р. острів був поділений на два департаменти.